# Stadtteilfriedhof Badenstedt alt

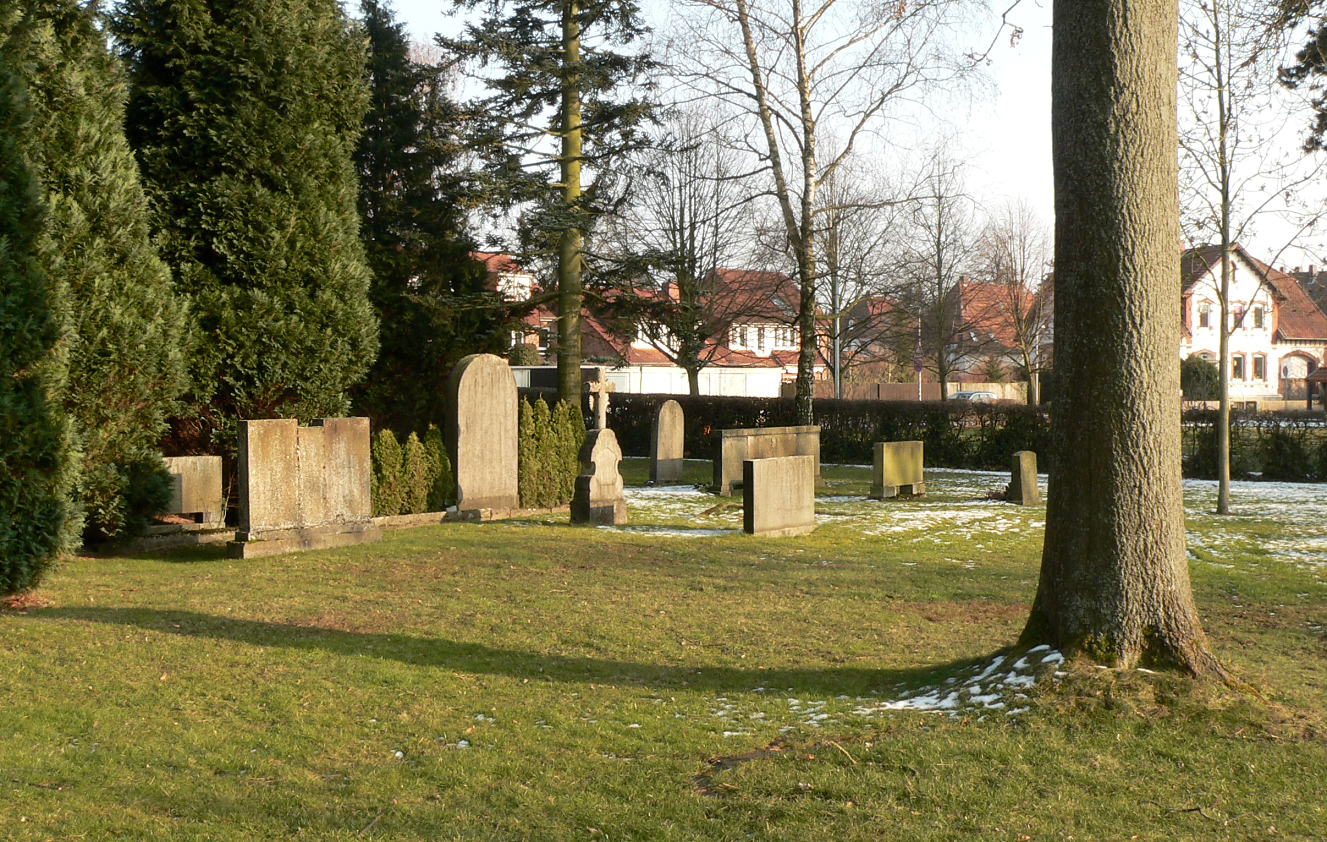
Stadtteilfriedhof Badenstedt alt

Stadtteilfriedhof Badenstedt alt lautet die Bezeichnung für den älteren der beiden städtischen Friedhöfe der niedersächsischen Landeshauptstadt Hannover im Stadtteil Badenstedt. Standort der heute rund 0,3 Hektar großen Grünfläche ist die dortige Eichenfeldstraße.

## Geschichte und Beschreibung
Lange vor der Errichtung des Gemeindesaales der Paul-Gerhard-Kirchengemeinde im Jahr 1926 war nördlich des Geländes des heutigen Gemeindezentrums bereits in der Gründerzeit des Deutschen Kaiserreichs im Jahr 1877 ein erster Friedhof für die Badenstedter Einwohner angelegt worden.
Nachdem im Jahr 1909 ergänzend der größere Neue Badenstedter Friedhof angelegt worden war, wurde die Nutzung der älteren Begräbnisstätte für die Bürger ab 1965 eingeschränkt.
Heute finden sich noch 60 Grabstätten an der durch den Stadtfriedhof Ricklingen verwalteten Friedhofsanlage. Der Friedhofs-Charakter der denkmalgeschützten Anlage soll durch die Belassung der Grabsteine an Ort und Stelle möglichst langfristig erhalten bleiben.